# Бејсин (Вајоминг)
Бејсин (енгл. Basin) град је у америчкој савезној држави Вајоминг.

## Демографија
По попису из 2010. године број становника је 1.285, што је 47 (3,8%) становника више него 2000. године.
| Група             | 2000.         | 2010.         |
| Белци             | 1.182 (95,5%) | 1.171 (91,1%) |
| Афроамериканци    | 1 (0,1%)      | 6 (0,5%)      |
| Азијати           | 3 (0,2%)      | 6 (0,5%)      |
| Хиспаноамериканци | 28 (2,3%)     | 69 (5,4%)     |
| Укупно            | 1.238         | 1.285         |